# عبد الله العثيم
عبد الله بن صالح علي العثيم (ولد في الرياض 1960م (1380هـ) رائد أعمال سعودي، يعد من أكبر المستثمرين في المملكة العربية السعودية. صنفته مجلة فوربس الأمريكية عام 2015م في الترتيب 61 من أغنياء العالم العربي بثروة 445.47 مليون دولار، وفي المرتبة 18 من أغنياء المملكة العربية السعودية. وصنفته مجلة «إسلاميكا» ضمن قائمة أقوى 500 مسلم على مستوى العالم. هذا وتقدر إمبراطورية العثيم بتجزئة بمليارات الدولارات.
العثيم أحد أبرز تجار المواد الغذائية والاستهلاكية في المملكة، رئيس مجلس إدارة شركة العثيم القابضة والشركات التابعة لها. وتعد أسواق عبدالله العثيم ثاني أكبر سلسلة أسواق مركزية من حيث المبيعات بعد بنده التابعة لمجموعة صافولا. وبصفته رئيساً فإن توسعه الكبير في الأسواق، وعملياته متعددة الأشكال وسياسة التسعير الجذابة؛ كلها أمور ترسخ من قوة الشركة. ويهدف تاجر التجزئة إلى الاستفادة من نموذج متاجر (وول مارت)، وإدخال الأسعار المخفضة إلى سوق المملكة العربية السعودية المعهود بالمحال التجارية الصغيرة.

## سيرته وحياته

### النشأة
وُلد عبد الله العثيم بمدينة الرياض عام 1380هـ، وهو أحد أبناء الشيخ صالح العثيم الذي أسس عام 1376هـ/1956م واحدة من أهم المؤسسات الاقتصادية الوطنية التي تستثمر في قطاعات عدة، كتجارة التجزئة، وصناعة وتجارة الذهب والمجوهرات وغيرها. تلقى العثيم تعليمه الأولي بمدارس الرياض، ثم التحق بالمعهد العلمي بالرياض. منحه والده في سن مبكرة حب التجارة والرصيد المعرفي في مجال العمل التجاري خاصة في تجارة المواد الغذائية.

### الإنجاز المهني
يقود عبد الله بن صالح العثيم شركة العثيم القابضة ويرأس مجلس إدارتها، وهي امتداد لمؤسسة صالح العثيم التجارية، التي أسسها في عام 1956م الراحل صالح العثيم، حيث افتتحت تلك المؤسسة موقعها الأول في قلب منطقة العمل التجاري آنذاك بحلة القصمان في البطحاء بالرياض، والشركة متخصصة في تجارة المواد الغذائية، وفي عام 1980م قام عبد الله بن صالح العثيم بمواصلة العمل التجاري الذي بدأه والدهم وذلك بتوسيع العمل من خلال فتح مراكز وأسواق تجارية أخرى للبيع بالجملة والتجزئة. وقد برز اسم شركة العثيم القابضة كأحد أهم الشركات في مجال صناعة الأسواق المركزية وجملة المستهلك، استمرت الشركة في تقديم تجربة تسويقية مبتكرة من خلال الأسعار المنافسة، والخدمات المتميزة وقادت الشركة هذه الصناعة من خلال تأسيس مفاهيم نوعية في التعامل مع العملاء والموردين، وإدخال تقنيات جديدة في تجارة التجزئة والجملة من خلال فروعها المنتشرة بالمملكة. وبعد هذه النجاحات بدأت الشركة أنشطة جديدة كلها تصب في نفس القالب التسويقي الذي خططته لنفسها ومنها صناعة الترفيه وإنشاء المجمعات التجارية ونشاط الاستثمار العقاري الذي هو أحد أهم الأنشطة والتي جميعها مكملة للأنشطة السابقة. وفي عام 2000م تحولت مؤسسة العثيم إلى شركة ذات مسؤولية محدودة، وظلت الشركة تحقق معدلات نمو إيجابية تؤكد التطور الملحوظ في نشاط الشركة، حيث بلغت معدلات النمو معدلات مرتفعة. وتم فصل شركة العثيم التجارية إلى 3 شركات هي شركة أسواق عبد الله العثيم، وتختص بتجارة التجزئة بالمواد الغذائية، وقد تم طرحها في السوق المالية السعودية «تدوال» عام 2008. أما شركة عبد الله العثيم للاستثمار العقاري، فتنشط في مجال إدارة تخطيط وتسويق وتشغيل المجمعات التجارية الضخمة تحت اسم «العثيم مول»، بالإضافة إلى شركة العثيم القابضة وهي التي تملك النسبة العظمى في الشركتين السابقتين.
- يمتلك خبرة تزيد على 37 عاماً في المجالات التشغيلية والإدارية.[12] رئيس وعضو مجلس إدارة عدة شركات استثمارية وصناعية وخيرية، منها: رئيس مجلس إدارة الغرفة التجارية الصناعية بمنطقة القصيم،[13]
- عضو إدارة الهيئة السعودية للمدن الصناعية ومناطق التقنية.
- عضو مجلس إدارة الجمعية الخيرية لرعاية الأيتام بمنطقة الرياض (إنسان)،[14]
- عضو مركز الأمير سلمان لأبحاث الإعاقة، عضو مؤسسة الملك عبدالعزيز ورجاله لرعاية الموهوبين.
- ساهم في تأسيس عدة شركات أخرى منها؛ «شركة العثيم القابضة»، «شركة أسواق عبد الله العثيم»، «شركة عبد الله العثيم للاستثمار والتطوير العقاري»، «شركة دار الخيول للمقاولات»، «شركة المركز العالمي للتسويق»، «إدارة شركة كيول للاستثمار العقاري»، «شركة القصيم للتنمية»، «شركة القصيم للإعمار».[15]

### أهم الشركات التي يمتلكها
- شركة العثيم القابضة.
- شركة أسواق عبد الله العثيم.

أحد فروع أسواق العثيم في حي منفوحة الجديدة عند شارع البطحاء بمدينة الرياض.

- شركة عبد الله العثيم للاستثمار والتطوير العقاري (المالكة لسلسلة العثيم مول على مستوى المملكة).
- شركة عبد الله العثيم للسياحة والترفيه.

### المناصب القيادية والإدارية
- رئيس مجلس إدارة شركة العثيم القابضة.
- رئيس مجلس إدارة شركة أسواق عبد الله العثيم.
- رئيس مجلس إدارة شركة عبد الله العثيم للاستثمار والتطوير العقاري.
- رئيس مجلس إدارة شركة دار الخيول للمقاولات.
- رئيس مجلس إدارة شركة المركز العالمي للتسويق.
- رئيس مجلس إدارة شركة كيول للاستثمار العقاري.
- رئيس المجلس التأسيسي لشركة القصيم للتنمية.
- رئيس مجلس إدارة أكاديمية العثيم للتدريب والتطوير.
- رئيس مجلس إدارة الغرفة التجارية الصناعية بمنطقة القصيم سابقاً.
- رئيس لجنة أصدقاء الهلال الأحمر السعودي بمنطقة القصيم سابقاً.
- نائب رئيس لجنة أصدقاء المرضى بمنطقة القصيم سابقاً.

### العضوية المهنية
- عضو إدارة الهيئة السعودية للمدن الصناعية ومناطق التقنية سابقاً.
- عضو البنك السعودي للتسليف والإدخار.[16]
- عضو مؤسس في شركة القصيم للإعمار.

### عضويات اجتماعية
- عضو الجمعية الخيرية لرعاية الأيتام بمنطقة الرياض (إنسان).
- عضو مؤسس مجلس إدارة مشروع الأمير سلمان للإسكان الخيري.
- عضو مؤسس بمجلس إدارة جمعية (وقاية) لمكافحة المخدرات.
- عضو مركز الأمير سلمان لأبحاث الإعاقة.
- عضو مؤسسة الملك عبد العزيز ورجاله لرعاية الموهوبين.
- عضو مجلس إدارة الجمعية الخيرية لمكافحة التدخين.[17]

## الجوائز
حصل على جائزة (بصمة) فرع عطاء عام 2022.

## طالع أيضًا
- شركة أسواق عبد الله العثيم.
- شركة العثيم القابضة
- عبد العزيز العثيم